# Мадумаров, Адахан Кимсанбаевич
Адахан Кимсанбаевич Мадумаров (род. 9 марта 1965, Ленинское, Ошская область или Ошская область) — киргизский политик и государственный деятель, кандидат в президенты Киргизии на выборах 2011 года, выборах 2017 года и выборах 2021 года, лидер оппозиционной партии Бутун Кыргызстан.

## Биография
Трудовой путь начал в 1982 году в совхозе «Кайнар» родного Узгенского района.
В период с 1983 по 1985 годы служил в Вооружённых Силах СССР. После окончания срока службы вернулся рабочим в совхоз.
С 1987 по 1992 год получал в РСФСР (России) высшее образование, окончив Тверской государственный университет по специальности «историк, преподаватель истории и обществоведения». Второе высшее (юридическое) образование получил в Киргизском национальном университете в 1999 году.
В 1992 году был референтом министра печати и информации Киргизии, главный редактор газеты «Турк ааламы».
С 1992 по 1994 год работал в редакции детских и молодёжных телепрограмм Государственной национальной телерадиокомпании Кыргызстана редактором, заместителем главного редактора, главным редактором. С 1994 по 1995 в той же телерадиокомпании служит политическим обозревателем главной дирекции телепрограмм.
В 1995, 2000 и 2005 годах избирается депутатом первого, второго и третьего созывов Жогорку Кенеша, возглавлял комитет по социальной политике.
В апреле 2005 года исполнял обязанности вице-премьера в Правительстве Киргизии.
В 2006—2007 госсекретарь Киргизии.
С января по 29 мая 2008 года являлся спикером Жогорку Кенеша IV созыва.
С 5 октября 2008 года. по 26 октября 2009 — секретарь Совета безопасности Киргизии.
С 2010 года — председатель политической партии «Бутун Кыргызстан».
С 30 августа 2013 по 2015 — заместитель генерального секретаря Совета сотрудничества тюркоязычных государств.
Являлся соучредителем общественно-политического движения Ата-Журт («Отечество»).
На выборах в парламент Киргизии в 2021 году набрал больше всех преференциальных голосов среди кандидатов от партийных списков.
26 марта 2024 года Адахана Мадумарова признали виновным в превышении власти и мошенничестве, В 2009 году Мадумаров был секретарем Совбеза и подписал протокол, по которому кыргызская сторона якобы берёт у таджикской спорный участок Торт-Кочо в аренду на 49 лет. Кыргызстан не признает этот документ.

## Семья
Женат. Трое детей.

## Награды и почётные звания
- Почётный знак и диплом «Золотое перо» (2006);
- Золотая медаль «Древо Дружбы» (награждён Межпарламентской ассамблеей СНГ «за выдающийся вклад в формировании информационного пространства СНГ»);
- медаль «За заслуги» (Россия, 2007).